# オルテッレ
オルテッレ（イタリア語: Ortelle）は、イタリア共和国プッリャ州レッチェ県にある、人口約2,400人の基礎自治体（コムーネ）。

## 地理

### 位置・広がり

#### 隣接コムーネ
隣接するコムーネは以下の通り。
- カストロ
- ディーゾ
- ポッジャルド
- サンタ・チェザーレア・テルメ
- スポンガーノ